# Souk Edabaghine
Le souk Edabaghine (arabe : سوق الدباغين) ou souk des Tanneurs est l'un des souks de la médina de Tunis. Il est appelé Edabaghine, terme arabe désignant les tanneurs parce qu'il était spécialisé dans le tannage du cuir.

## Localisation
Cette industrie ayant été considérée comme polluante, la position du souk est choisie en conséquence en dehors de la médina. Il est situé à la rue des Tanneurs qui relie de nos jours la rue Mongi-Slim, auparavant appelée rue des Maltais, et la rue de Rome.

## Historique
Après la disparition de cette spécialité, des vendeurs de livres anciens, quelle que soit leur langue, leur thème et leur lieu de publication, s'y sont installés. Il existe de nos jours une vingtaine de vendeurs.